# Une femme au bord du temps
Une femme au bord du temps (titre original : Woman on the Edge of Time) est un roman de science-fiction féministe de Marge Piercy paru en 1976 aux éditions Alfred A. Knopf puis traduit en français et publié aux éditions Goater en 2022. Il est considéré comme étant un classique à la fois de la science-fiction spéculative utopique et de la littérature féministe dépeignant un monde « agenré ».

## Résumé
Dans les années 1970, Consuelo (Connie) Ramos, une résidente Mexico-Américaine de Spanish Harlem, est internée injustement dans un asile psychiatrique de New York en raison de ses tendances supposées à la violence et à la criminalité, alors qu'elle venait de sortir d'une période de détention dans un autre asile, ordonnée par l'État à la suite de l'épisode de négligence infantile due à la drogue qui lui fit perdre la garde de sa fille. Connie se débat dans le labyrinthe de l'administration de la garde et de la protection des enfants du New York des années 1970. Après la scène d'ouverture, elle y est renvoyée contre sa volonté, sous le motif d'un comportement violent, par le proxénète de sa nièce (Dolly) après avoir tenté de la protéger de lui. Dolly avait appelé sa tante à l'aide car son proxénète voulait la forcer à avorter illégalement.
Parmi les plus grandes qualités de Connie se trouvent sa perspicacité et son empathie. En raison de cela Connie avait depuis quelque temps, avant d'être à nouveau confiée à l'asile, commencé à communiquer avec (« recevoir » de) une personne venue du futur, une jeune femme androgyne du nom de Luciente. Cette connexion et ces visions, de plus en plus réelles, se maintiennent alors même que Connie se trouve soumise à de lourds traitements médicamenteux dans l'asile psychiatrique de New York, inspiré assez librement de l'institution de Bellevue et des autres hôpitaux psychiatriques de cette époque.
Luciente la visite depuis un futur (sa date de départ étant indiquée comme 2137) dans lequel un grand nombre des projets sociaux et politiques des mouvements radicaux des années 60 et du début des années 70 a abouti. Dans ce monde, la pollution, le patriarcat, le problème des sans-abris, l'homophobie, le racisme, l'ethnocentrisme, le phallogocentrisme, le sexisme, l'oppression des classes, les différences d'accès à l'alimentation, le consumérisme, l'impérialisme, et le totalitarisme ont été éliminés, et une version édulcorée de l'anarchisme domine avec un gouvernement décentralisé. Alors que les institutions psychologiques des années 1970 catégorisent les patients comme « violents », « incapables, » « irrationnels », etc. selon leurs réactions vis-à-vis d'une société injustement divisée selon la classe sociale, la race, ou le genre, les habitants du futur profitent d'une liberté individuelle incroyable et s'entraînent à la maîtrise de soi et à l'obtention de résultats « gagnant-gagnants » dans toutes les situations sociales. Les notions de volonté et de liberté de choix, de réclusion en établissement psychiatrique et d’ingérence dans les choix réalisés par les autres sont fondamentalement liées à la vision de ce futur utopique.
Luciente présente à Connie la communauté agraire de Mattapoisett, où les enfants sont encouragés en grandissant à se connaître eux-mêmes, à accepter complètement leur personnalité et leurs émotions grâce à des exercices de méditation pratiqués dès le plus jeune âge (« in-knowing », « connaissance profonde »), afin de préserver l'harmonie sociale et de permettre une communication sans tentative de domination ou de subversion. Cette société sans classe, où les différences raciales sont acceptées et où les genres sont égaux (des pronoms neutres, comme « per » ou « personne », sont employés pour remplacer les pronoms « il/elle ») est détaillée en profondeur, notamment les structures de communication permettant d'éliminer les rapports de pouvoir, l'utilisation de la technologie pour le bien social, ou encore le remplacement des plans de gestion des entreprises par une notion de justice sociale et de respect de la personnalité de tout être humain. Les conflits entre les villes et les régions sont réglés pacifiquement grâce à la discussion et à des compétitions d'idées reposant sur le mérite, dont les vainqueurs doivent « organiser une grande fête en l'honneur » des perdants, ou bien de les réconforter d'une autre façon, afin de conserver des relations amicales. Certains passages portent l'emphase sur la liberté individuelle des années 1970 : chaque individu habite dans une tente privée ou bien dans une maison d'une seule pièce, les enfants sont développés in vitro puis adoptés par trois « mères » (de n'importe quel genre) qui les éduquent jusqu'à leur puberté. Chaque personne choisit son propre nom ainsi que son domaine d'étude ou de travail, et a la possibilité de se détacher de sa communauté et d'en rejoindre une autre.
Cette liberté totale s'applique également aux choix d'ordre mental et émotionnel : dans ce futur, il est possible de s'inscrire dans l'équivalent d'un asile, et d'en partir, selon son propre désir, de commencer ou d’arrêter plusieurs types de thérapies, ou bien encore de profiter d'un autre genre de répit mental, et personne n'a le droit de choisir à la place des autres. Chaque personne choisit librement son travail, et plusieurs maximes s'appliquent à la voie suivie par chacun, à ses besoins, désirs et capacités émotionnelles propres : « Per ne doit pas faire ce que per ne peut pas faire » et « Per doit faire ce que per a besoin de faire ». Ces dictons sont valables pour les choix personnels comme pour les choix professionnels, et doivent être suivis aussi souvent que possible. Cette utopie a cependant des limites : la peine de mort est occasionnellement imposée, et la guerre est présente en arrière-plan, mais elles sont toutes deux considérées comme des mesures extrêmes et très inhabituelles.
Connie apprend auprès de Luciente et de la population du Mattapoisett du futur des outils de survie émotionnelle et physique, et en vient à penser qu'elle vit dans une période très importante de l'histoire, et qu'elle-même se trouve dans une position de pivot. Ses actions et ses décisions détermineront le cours de l'histoire. On découvre progressivement que l'utopie de Luciente n'est pas le seul futur possible. D'autres existent, et le roman nous en fait découvrir un exemple : une société polluée, hyper-capitaliste, consumériste et fondée sur l'oppression des classes, le racisme et le sexisme, où l'élite habite dans des stations spatiales et vit de la domination et de l'exploitation de la plus grande partie de la population grâce à la maîtrise totale du savoir et de la technologie. Le contrôle de l'individu va même jusqu’à « l'élevage » de corps (sur lesquels on récolte régulièrement des organes) et le contrôle chirurgical des humeurs via l'usage des psychotropes. Dans ce monde intensément violent, misogyne et homophobe, les femmes sont appréciées et « élevées » uniquement pour leur apparence et leur aspect sexuel, et les opérations de chirurgie plastique destinées à donner aux femmes des caractères sexuels exacerbés jusqu'au grotesque sont très courantes.
Le roman fait une critique intense des institutions psychiatriques et de l'hospitalisation de cette période, et met en avant la question du libre arbitre tout en suggérant des alternatives pour encourager le bien-être mental et la réforme sociale. Il ne décide pas à la place du lecteur si les visions de Connie découlent de son instabilité mentale ou si elles sont le produit d'un véritable voyage dans le temps, mais finalement, la confrontation de Connie au futur la pousse vers une violente révolte contre ses geôliers. À l'aide de ses moyens limités, malgré sa situation très restrictive, elle met fin aux expériences de manipulation mentale et aux lobotomies auxquelles elle et des centaines d'autres patients avaient été destinés, et prévient ainsi, de manière désespérée et apparemment héroïque, la diffusion de la technologie de manipulation mentale qui avait rendu possible le futur dystopique. Connie agit dans la tradition de la révolte des classes opprimées ou subalternes pour contrecarrer un système d'oppression duquel elle est prisonnière. Bien que ses actions révolutionnaires scellent son incarcération permanente et possiblement sa condamnation à mort, et ne suffisent peut-être pas à garantir l'existence du futur de Mattapoisett, Connie perçoit tout de même ses actes comme une victoire, et le lecteur est lui aussi encouragé à approuver :
« Je suis moi aussi une femme morte maintenant. ... Mais j'ai lutté. ... J'ai essayé.»

## Thèmes principaux

### Transformation sociale
L'essence de la vision utopique de Piercy est la transformation sociale atteinte après que la civilisation actuelle ait été détruite par la dégradation de l'environnement et la guerre. « La transformation de la société actuelle en utopie est une entreprise dangereuse, qui ne peut être menée à bien que par un processus de choix et de dépassement des limites. » Les descriptions de Mattapoisett, la société futuriste potentielle décrite dans le roman, mettent l'accent sur la lutte collective qui a mené à la création de ce mode de vie égalitaire et à l'action collective par laquelle ils s'entendent désormais si bien. « L’élément le plus important de l'intérêt de Piercy pour l'activisme est le lien fondamental entre l'action personnelle et le changement historique en lui-même. La révolution n'est pas inévitable. C'est un processus de changement qui peut nécessiter des conditions appropriées et qui se produit plus aisément à certains moments historiques, mais qui ne se réalisera pas sans lutte et engagement personnel. » On laisse le lecteur décider si Mattapoisett et la détermination consciente de ses habitants sont réels, ou bien des fragments de l'imagination de Connie. « En laissant planer l'incertitude sur la réalité des visions de Connie, le texte remet en question l'idéalisme de la pensée utopique, tout en montrant cependant que le changement social commence dans le domaine de la pensée. » 

### Féminisme
Dans la conception propre de Piercy, Mattapoisett n'est pas une utopie - « car elle est accessible. Il n'y à rien là qui ne soit accessible maintenant, à part la couveuse. Ce n'est donc pas une utopie. Et c'est intentionnel : l'histoire ne présente rien de remarquablement nouveau. Les idées mises en application sont en réalité simplement les idées du mouvement féministe. » Chaque personnage de Mattapoisett a son équivalent dans le présent de Connie, juxtaposant les différences de pouvoir personnel et donc les opportunités d'accomplissement personnel. Par exemple, Skip, l'ami de Connie, a été placé dans l'institution psychiatrique par son père à cause de son homosexualité, et lui rappelle ainsi Jackrabbit, une personne bisexuelle qui est non seulement acceptée mais également très célèbre à Mattapoisett. Contrastant de manière saisissante avec l'asile mental où tous les docteurs sont des hommes, les femmes de Mattapoisett ont un rôle traditionnel dans les soins et les positions de pouvoir sont distribuées indistinctement entre les femmes et les hommes. Même le traditionnel pouvoir parental a été renversé, et l'expérience de la maternité est partagée entre les hommes et les femmes puisque la technologie permet d'assurer la gestation des bébés dans une couveuse mécanique et que les hommes peuvent allaiter. La maternité est perçue comme un devoir qui doit être partagé de manière équitable entre les parents, quel que soit leur sexe. « De plus, les critiques ont traité le roman comme une allégorie du conflit académique entre le féminisme dogmatique et l'engagement dans la maternité. » « La déconstruction des structures du pouvoir se poursuit jusque dans le langage, où Piercy détruit le dimorphisme des pronoms possessifs et relatifs « his » et « her » (son, sa, accordés au sujet) par « per », un pronom unisexe se référant à l'unique pronom personnel « person ». »

## Différentes éditions
- Woman on the Edge of Time, Alfred A. Knopf, 1976  (ISBN 0-394-49986-7)
- Woman on the Edge of Time, Fawcett Crest, 1977  (ISBN 0-449-23208-5)
- Woman on the Edge of Time, The Women's Press, 1980  (ISBN 0-7043-3837-8)
- Woman on the Edge of Time, Fawcett, 1985  (ISBN 0-449-21082-0)
- Woman on the Edge of Time, The Women's Press, 1987  (ISBN 0-7043-3837-8)
- Woman on the Edge of Time, Fawcett, 1987  (ISBN 0-449-21082-0)
- Woman on the Edge of Time, Ballantine Books , 1997  (ISBN 0-449-00094-X)
- Woman on the Edge of Time, The Women's Press , 1997, 381 p.  (ISBN 0-7043-4656-7)
- Une femme au bord du temps, Goater, 6 avril 2022, trad. Marie Koullen, 560 p.  (ISBN 979-10-97465-81-0)

## Accueil critique
Les premières critiques présentaient le roman comme passionnant, captivant et très bien écrit, mais également comme polémique et didactique. L'utopie de Piercy a été reconnue comme « l'incarnation littéraire de tous les idéaux du mouvement de la contre-culture : sagesse écologique, communauté, androgynie, rituel, respect de la folie, absence de propriété, etc». À l'époque, en cette fin des années 60, les romans partageaient une inspiration post-apocalyptique, réfléchissant sur la question suivante : « que seront les nouveaux arrangements sociaux et spirituels, quand les anciens auront été totalement détruits ? » Dans ce contexte, Roger Sale, dans le New York Times, ne trouva rien de nouveau dans le roman Woman on the Edge of Time, disant qu'il était peu original et copiait les autres, et soulignant que « les instruments majeurs... sont des dispositifs terriblement familiers, ceux d'un asile psychiatrique et d'une société utopique futuriste. » Les critiques académiques, cependant, considéraient le roman comme l'une des œuvres de fiction innovantes les plus importantes du milieu des années 70, tous des travaux de réalisme social, décrivant d'une manière ou d'une autre une « nouvelle conscience », « bien qu'elles n'utilisent pas toujours la technique de la vraisemblance, et malgré la dimension mythique de leurs personnages représentatifs. »
Combinant les idéaux féministes aux visions utopiques d'une société future fondée sur les principes de la communauté et de l'égalité, le monde post-apocalyptique imaginé par Piercy établit Woman on the Edge of Time comme une des premières innovations féministes de fiction dystopique, un genre traditionnellement dominé par les hommes. Les représentations de la sexualité et des relations entre les genres sont déjà reconnues comme étant des éléments utiles de la représentation du conflit entre les individus et les attentes de la société. « Par exemple, les gouvernements de sociétés dystopiques telles que celles décrites dans Nous autres et 1984 considèrent tous la sexualité comme étant un élément central de leur effort de contrôle social. »« Et il est également clair que cette focalisation provient principalement du fait que ces gouvernements perçoivent la sexualité comme étant un vecteur potentiel de puissantes énergies subversives. » Women on the Edge of Time « établit un contraste subtil entre l'utopie de Mattapoisset et le réalisme dystopique dans lequel est représenté le monde présent de Connie. »  Le roman a été perçu comme une dystopie, une fiction spéculative et une fiction réaliste émaillée d'épisodes fantastiques. « Par ses descriptions frappantes et cohérentes de nouvelles institutions sociales, Piercy répond aux célèbres dystopies de la Guerre froide comme 1984 ou Le meilleur des mondes, qui regrettent le fait qu'il ne soit pas possible d'imaginer une société anti-totalitaire. » Ce roman est souvent comparé à d'autres fictions dystopiques ou utopiques comme Les Dépossédés et La Main gauche de la nuit de Ursula K. Le Guin, L'Autre Moitié de l'homme de Joanna Russ, La Passion de l'Ève nouvelle de Angela Carter et La Servante écarlate de Margaret Atwood.